# Transsoniska arearegeln

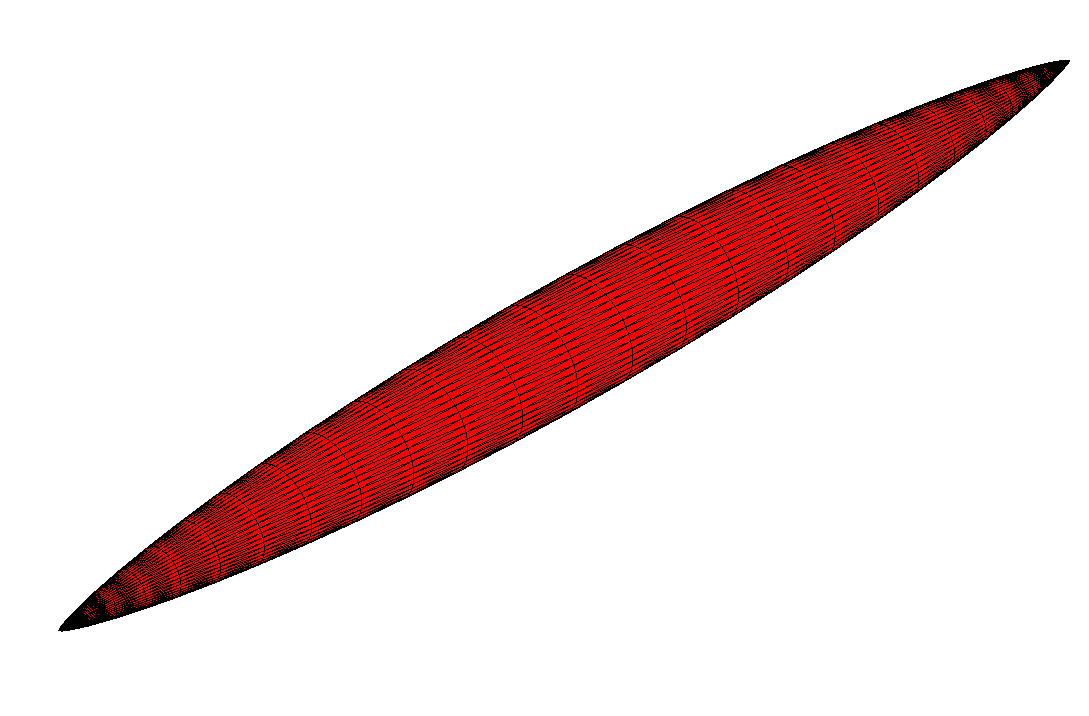
Den ideala formen är en så kallad Sears-Haack kropp.

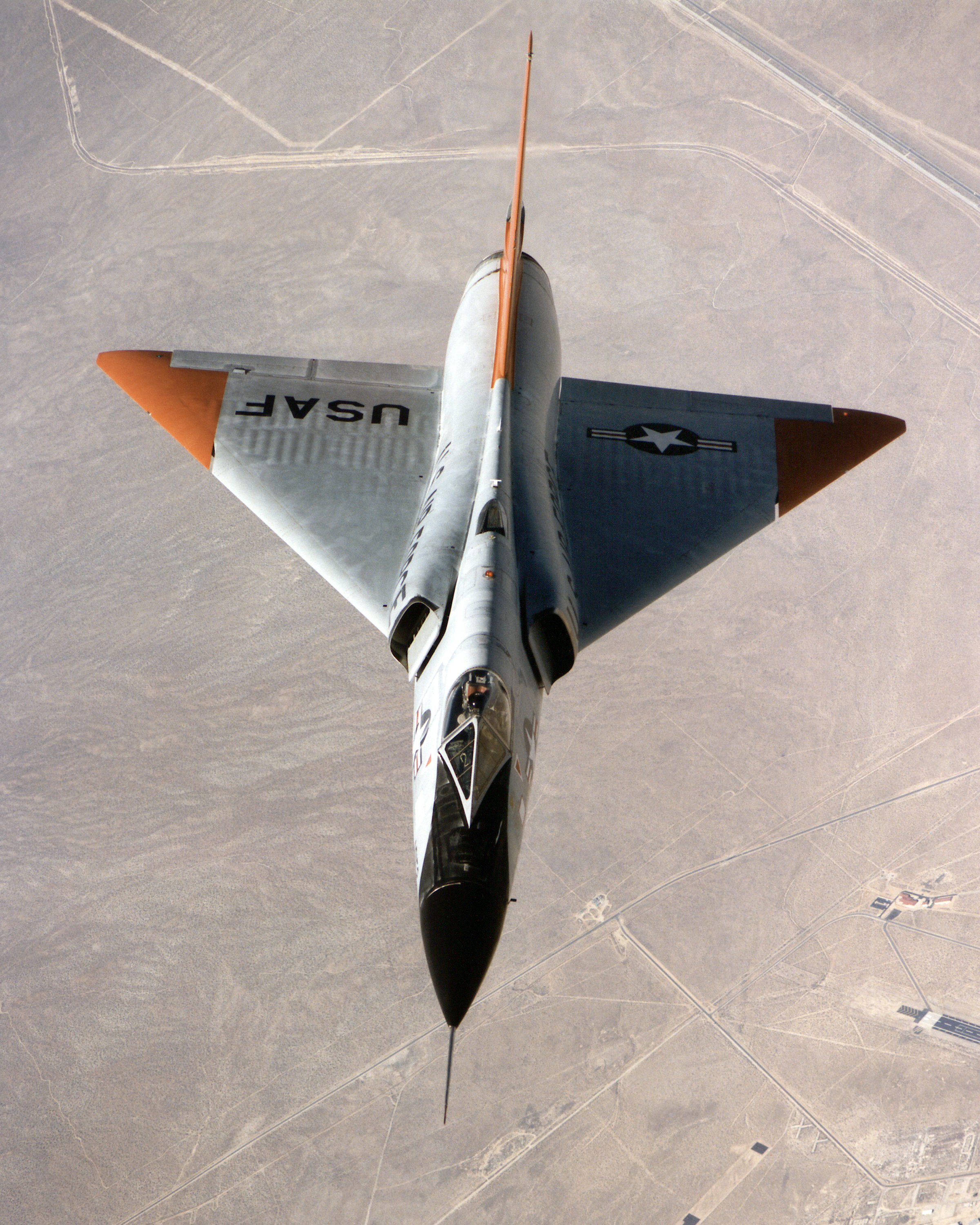
F-106 Delta Dart med midja på flygkroppen för en gynnsammare areafördelning som minskar luftmotståndet.

Transsoniska arearegeln eller Whitcombs arearegel är en designteknik för att minimera ett flygplans luftmotstånd vid transsoniska och överljudshastigheter, speciellt i spannet mellan mach 0,8 till 1,2.

## Beskrivning
Vid hög underljudshastighet kan det uppstå regioner där luftströmmen runt flygkroppen uppnår överljudsfart. Den lägsta hastighet där detta fenomen uppkommer kallas kritiskt machtal. Den chockvåg som uppstår ökar luftmotståndet och kan i värsta fall göra flygplanet manöverodugligt. För att undvika att överljudsluftströmmar uppstår bör tvärsnittsytan variera så lite som möjligt. Den ideala formen är en cigarrform med spetsiga ändar, en så kallad Sears-Haack-kropp.
Arearegeln säger att ett flygplan med samma tvärsnittsfördelning som en Sears-Haack-kropp har samma luftmotstånd som denna, till stora delar oberoende av dess form i övrigt. Det leder till att volymen av utstickande detaljer som vingar, förarkabin, luftintag och fenor måste kompenseras genom motsvarande minskning av flygkroppens volym.
Vid överljudsfart är areafördelningen något förskjuten bakåt. Det beror på att vid överljudsfart är chockvågen inte längre plan utan en kon med vinkeln arcsin(1⁄M). Vinkeln kallas machvinkeln. Den yta som bildar tvärsnittsytan är då också en kon med samma vinkel.